# Branchinella yunnanensis
Branchinella yunnanensis är en kräftdjursart som beskrevs av Shen 1949. Branchinella yunnanensis ingår i släktet Branchinella och familjen Thamnocephalidae. Inga underarter finns listade.